# Foulbec
Foulbec és un municipi francès situat al departament de l'Eure i a la regió de Normandia. L'any 2007 tenia 492 habitants.

## Demografia

### Població
El 2007 la població de fet de Foulbec era de 492 persones. Hi havia 180 famílies, de les quals 32 eren unipersonals (24 homes vivint sols i 8 dones vivint soles), 60 parelles sense fills, 80 parelles amb fills i 8 famílies monoparentals amb fills.
La població ha evolucionat segons el següent gràfic:
Habitants censats

### Habitatges
El 2007 hi havia 233 habitatges, 184 eren l'habitatge principal de la família, 41 eren segones residències i 8 estaven desocupats. 229 eren cases i 1 era un apartament. Dels 184 habitatges principals, 161 estaven ocupats pels seus propietaris, 20 estaven llogats i ocupats pels llogaters i 3 estaven cedits a títol gratuït; 9 tenien dues cambres, 25 en tenien tres, 49 en tenien quatre i 101 en tenien cinc o més. 142 habitatges disposaven pel capbaix d'una plaça de pàrquing. A 74 habitatges hi havia un automòbil i a 100 n'hi havia dos o més.

### Piràmide de població
La piràmide de població per edats i sexe el 2009 era:
| Homes | Edats   | Dones |
| ----- | ------- | ----- |
| 0     | 95 o +  | 0     |
| 4     | 90 a 94 | 4     |
| 0     | 85 a 89 | 0     |
| 4     | 80 a 84 | 0     |
| 8     | 75 a 79 | 8     |
| 8     | 70 a 74 | 8     |
| 0     | 65 a 69 | 20    |
| 12    | 60 a 64 | 4     |
| 4     | 55 a 59 | 4     |
| 12    | 50 a 54 | 12    |
| 20    | 45 a 49 | 12    |
| 24    | 40 a 44 | 24    |
| 8     | 35 a 39 | 20    |
| 28    | 30 a 34 | 16    |
| 16    | 25 a 29 | 16    |
| 8     | 20 a 24 | 8     |
| 36    | 15 a 19 | 28    |
| 4     | 10 a 14 | 16    |
| 12    | 5 a 9   | 8     |
| 16    | 0 a 4   | 20    |

## Economia
El 2007 la població en edat de treballar era de 323 persones, 224 eren actives i 99 eren inactives. De les 224 persones actives 201 estaven ocupades (119 homes i 82 dones) i 23 estaven aturades (10 homes i 13 dones). De les 99 persones inactives 39 estaven jubilades, 16 estaven estudiant i 44 estaven classificades com a «altres inactius».

### Ingressos
El 2009 a Foulbec hi havia 194 unitats fiscals que integraven 528,5 persones, la mediana anual d'ingressos fiscals per persona era de 16.662 €.

### Activitats econòmiques
Dels 21 establiments que hi havia el 2007, 1 era d'una empresa de fabricació d'altres productes industrials, 5 d'empreses de construcció, 7 d'empreses de comerç i reparació d'automòbils, 2 d'empreses d'hostatgeria i restauració, 1 d'una empresa financera, 1 d'una empresa immobiliària i 4 d'empreses de serveis.
Dels 6 establiments de servei als particulars que hi havia el 2009, 1 era un paleta, 1 guixaire pintor, 1 fusteria, 1 lampisteria, 1 electricista i 1 restaurant.
L'any 2000 a Foulbec hi havia 34 explotacions agrícoles que ocupaven un total de 960 hectàrees.

## Equipaments sanitaris i escolars
El 2009 hi havia una escola elemental integrada dins d'un grup escolar amb les comunes properes formant una escola dispersa.

## Poblacions més properes
El següent diagrama mostra les poblacions més properes.